# National Reso-Phonic Guitars
National Reso-Phonic Guitars est un fabricant de guitares et d'autres instruments (ukulélés, mandolines, etc) à résonateur.
La société a été fondée en 1989 par Don Young et McGregor Gaines dans un garage en Californie. Après avoir étudié et mesuré d'anciens instruments à résonateur de différentes marques et conception, ils produisirent des reproductions sous la marque National, utilisée à l'origine par la National String Instrument Corporation pour les tout premiers instruments à résonateur.